# Rhamphomyia filicauda
Rhamphomyia filicauda är en tvåvingeart som beskrevs av Henriksen och William Lundbeck 1917. Rhamphomyia filicauda ingår i släktet Rhamphomyia och familjen dansflugor.
Artens utbredningsområde är Grönland. Inga underarter finns listade i Catalogue of Life.